# Övre Dammtjärnen, Värmland
Övre Dammtjärnen är en sjö i Arvika kommun i Värmland och ingår i Göta älvs huvudavrinningsområde.